# Renthe Mathe (Baptiste)
Renthe Mathe es la única sección de comuna de la comuna haitiana de Baptiste.

## Demografía
| Gráfica de evolución demográfica de Renthe Mathe entre 2009 y 2015 |
|                                                                    |

Los datos demográficos contemplados en este gráfico de la sección de comuna de Renthe Mathe son estimaciones que se han cogido para los años 2009, 2012 y 2015 de la página del Instituto Haitiano de Estadística e Informática (IHSI). 